# 亀山修哉
亀山 修哉（かめやま しゅうや、2004年2月7日 - ）は、日本のギタリスト。フュージョンバンド・T-SQUAREのメンバー。大阪府出身。

## 来歴
4歳からピアノ教室でクラシックを学び、11歳の時にエレクトーンに転向、様々なジャンルの音楽に触れ始める。そこで父親の勧めでT-SQUARE曲に出会う。 その頃からエレクトーンでT-SQUAREの曲を数々コピーし始めたが、エレクトーンに内蔵されたシンセサイザーとしてのギターの音色を突き詰める中、自宅にあった父親のギターを手に取り弾いてみると、大ハマりしたという。
14歳でギターを始めてからは、T-SQUAREの当時のリーダーであった安藤正容に影響を大いに受けた。T-SQUAREを初めてライブで見た2016年から、お年玉をCD・Blu-rayのライブ映像に全力投入、安藤のギターの音色、弾き方や表情まで全て研究し尽くしていた。
大学生になると、T-SQUAREオタクである学生だけを集め、自らT-SQUAREの完全コピーバンドであるP-SQUAREを結成し、若者にT-SQUAREの良さをもっと知ってもらおうと積極的に活動を続けていた。
2023年10月に東京国際フォーラムで開催されたT-SQUARE45周年記念コンサートに、当時大阪から駆けつけ、客席に配布されていたパンフレットで、新メンバーオーディションが行われることを知る。今までT-SQUAREが好きで絶えず追いかけてきた自身にやって来た絶好のチャンスを逃すまいとオーディションに応募。
同志社大学理工学部機械システム工学科に在籍しながら、T-SQUAREにギタリストとして加入。

## T-SQUAREでの活動
2024年8月に丸の内COTTON CLUBで開催されたT-SQUARE新メンバーオーディションファイナルライブに出演、キーボーディストである長谷川雄一と共にファイナリストに選出されたことが発表された。11月には、横浜Hey-JOEの再開を記念した公演に、8日には「新生T-SQUARE結成前夜バンド」名義で、9日には「THE SQUARE Reunion」のサポートギタリストとして出演。年末の神戸チキンジョージ公演にて、急遽出演出来なくなった外園一馬に代わって代役として出演。2025年3月には、T-SQUAREと新日本フィルハーモニー交響楽団（1993年以来32年ぶりの共演）による「CLASSICS&HARMONY」と題したすみだトリフォニーホールの公演にも参加した。
2025年、長年サポートベーシストとして参加していた田中晋吾と、同じくファイナリストであった長谷川雄一と共にT-SQUAREに加入。 同年発表のアルバム『TURN THE PAGE!』では楽曲提供も行った。